# کانتو (ایتالیا)
کانتو (ایتالیا) (به ایتالیایی: Cantù) یک کومونه در ایتالیا است که در استان کومو واقع شده‌است.

## خصوصیات
کانتو ۲۳ کیلومترمربع مساحت و ۳۹٬۰۳۶ نفر جمعیت دارد و ۳۷۰ متر بالاتر از سطح دریا واقع شده‌است.

## خواهرخوانده
شهرهای وییوفرانش سور سئون و جیمز تاون، نیویورک خواهرخوانده‌های کانتو (ایتالیا) هستند.